# 上泉秀信
上泉 秀信（かみいずみ ひでのぶ、1897年2月12日 - 1951年5月14日）は、日本の劇作家、新聞記者。

## 生涯
山形県生まれ。米沢中学（現山形県立米沢興譲館高等学校）時代は浜田廣介や大熊信行と同人誌を発行。
早稲田大学中退。大正初期から短歌、戯曲を発表。都新聞学芸部長として、尾崎士郎の『人生劇場』を連載させた。
戦時中は大政翼賛会文化副部長。

## 著書
- 村道 戯曲集 竹村書房 1935
- 「ふるさと」紀行 竹村書房 1938
- 愛の建設者 羽田書店 1939
- 今昔 協力出版社 1940
- わが山河 評論随筆 羽田書店 1940
- 愛と鞭と 協力出版社 1941
- 地方と文化 高山書院 1942
- 文化の樣相 大日本出版 1942.3
- 文化のこころ 翼賛出版協会 1943
- 種蒔く人 品川弥二郎の生涯 日本文林社 1943
- 人形劇運動 園池公功,伊藤熹朔と監修 中川書房 1943
- 旧友 翼賛出版協会 1944
- 山道 翼賛出版協会 1944 (農村建設文学叢書)
- 新しき耕土 第1部 三島書房 1947

## 参考
- 日本近代文学大辞典